# Liste der Biografien/Pers
Liste der Biografien |
Portal Biografien |
Personensuche
# |
A |
B |
C |
D |
E |
F |
G |
H |
I |
J |
K |
L |
M |
N |
O |
P |
Q |
R |
S |
T |
U |
V |
W |
X |
Y |
Z |
?
 
Pa |
Pc |
Pe |
Pf |
Ph |
Pi |
Pj |
Pk |
Pl |
Pm |
Pn |
Po |
Pr |
Ps |
Pt |
Pu |
Pv |
Pw |
Py
 
Pea |
Peb |
Pec |
Ped |
Pee |
Pef |
Peg |
Peh |
Pei |
Pej |
Pek |
Pel |
Pem |
Pen |
Peo |
Pep |
Peq |
Per |
Pes |
Pet |
Peu |
Pev |
Pew |
Pex |
Pey |
Pez
 
Pera |
Perb |
Perc |
Perd |
Pere |
Perf |
Perg |
Perh |
Peri |
Perj |
Perk |
Perl |
Perm |
Pern |
Pero |
Perp |
Perq |
Perr |
Pers |
Pert |
Peru |
Perv |
Perw |
Pery |
Perz
Die Liste der Biografien führt alle Personen auf, die in der deutschsprachigen Wikipedia einen Artikel haben. Dieses ist eine Teilliste mit 229 Einträgen von Personen, deren Namen mit den Buchstaben „Pers“ beginnt.

## Pers
- Pers, Kurt (1920–2004), deutscher Maler und Grafiker

### Persa
- Persac, Marie Adrien (1823–1873), französischer Maler, Kartograf und Fotograf
- Persad, Ria (* 1974), US-amerikanische Mathematikerin, Astrophysikerin und Musikerin
- Persad-Bissessar, Kamla (* 1954), trinidadische Politikerin
- Persaios, griechischer Bildhauer
- Persaios von Kition, griechischer Philosoph
- Persakis, Ioannis (1877–1943), griechischer Leichtathlet
- Persakis, Petros (* 1879), griechischer Turner
- Persano, Carlo Pellion di (1806–1883), italienischer Admiral und Politiker, Mitglied der Camera dei deputati und Marineminister
- Persaud, Aleka (* 2006), guyanische Schwimmerin
- Persaud, Brittany (* 1990), US-amerikanische Fußballspielerin
- Persaud, Deborah (* 1960), guyanisch-amerikanische Virologin
- Persaud, John (* 1956), guyanischer Geistlicher und römisch-katholischer Bischof von Mandeville
- Persauter, Anna (1624–1672), Opfer der Hexenverfolgungen in Saulgau

### Persb
- Persbrandt, Mikael (* 1963), schwedischer SchauspielerMikael Persbrandt (* 1963)

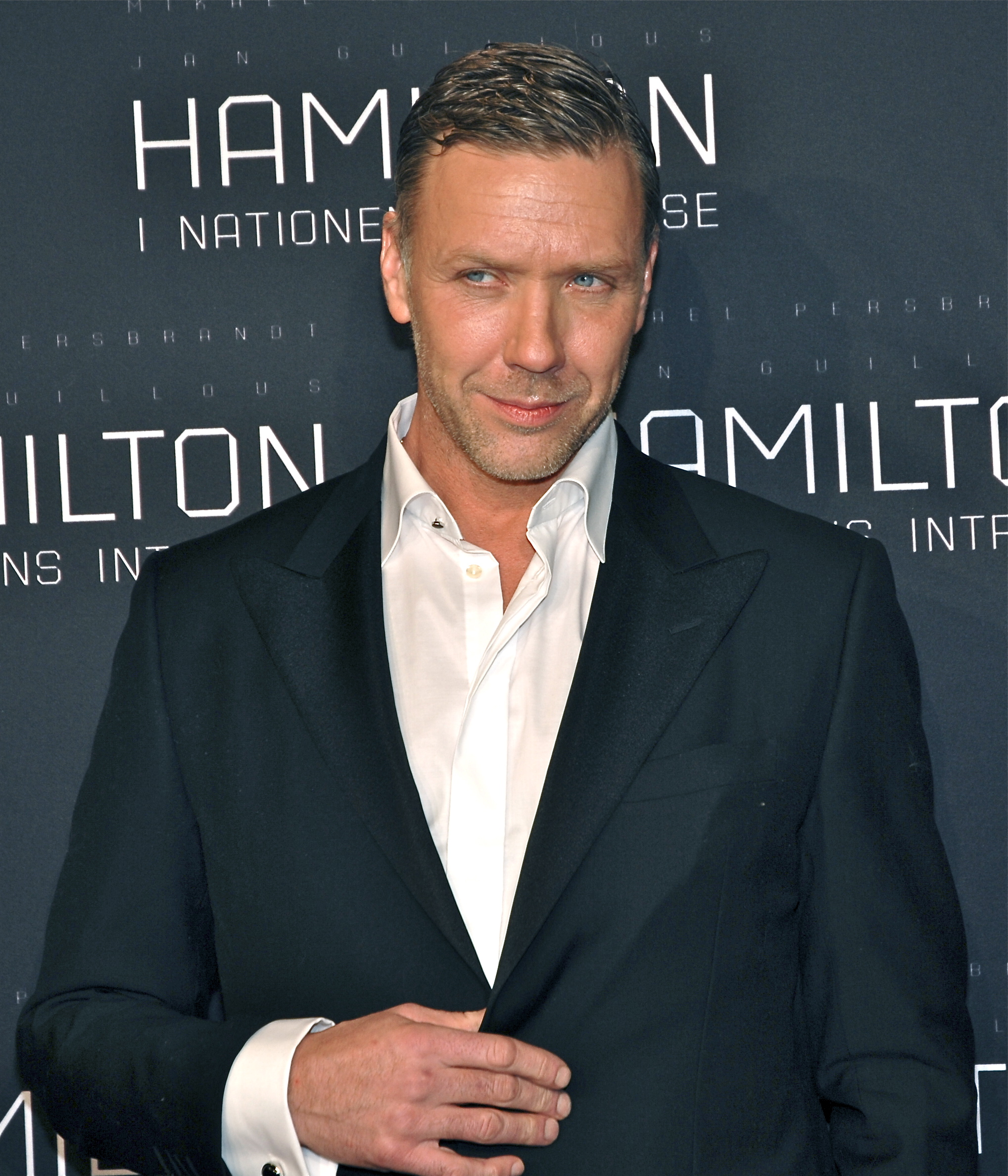
Mikael Persbrandt (* 1963)

### Persc
- Persch, Ewald (* 1964), österreichischer Politiker (SPÖ)
- Persch, Johann Ludwig (1873–1947), Mitglied des Provinziallandtages der Provinz Hessen-Nassau
- Persch, Martin (1948–2013), deutscher katholischer Theologe und Historiker
- Persch, Rolf (1949–2015), deutscher Schriftsteller und Rezitator
- Perschau, Hartmut (1942–2022), deutscher Offizier und Politiker (CDU), MdBB, MdHB, MdEP
- Perschbacher, Ronja (* 1972), deutsche Politikerin (Die Grünen), MdL
- Persché, Gerhard (* 1942), österreichischer Musikwissenschaftler, Dramaturg und Musikkritiker
- Persché, Robert (* 1961), österreichischer Komponist, Regisseur und Autor
- Perscheid, Josef (1878–1942), deutsch-österreichischer Pressefotograf
- Perscheid, Martin (1966–2021), deutscher CartoonistMartin Perscheid (1966–2021)

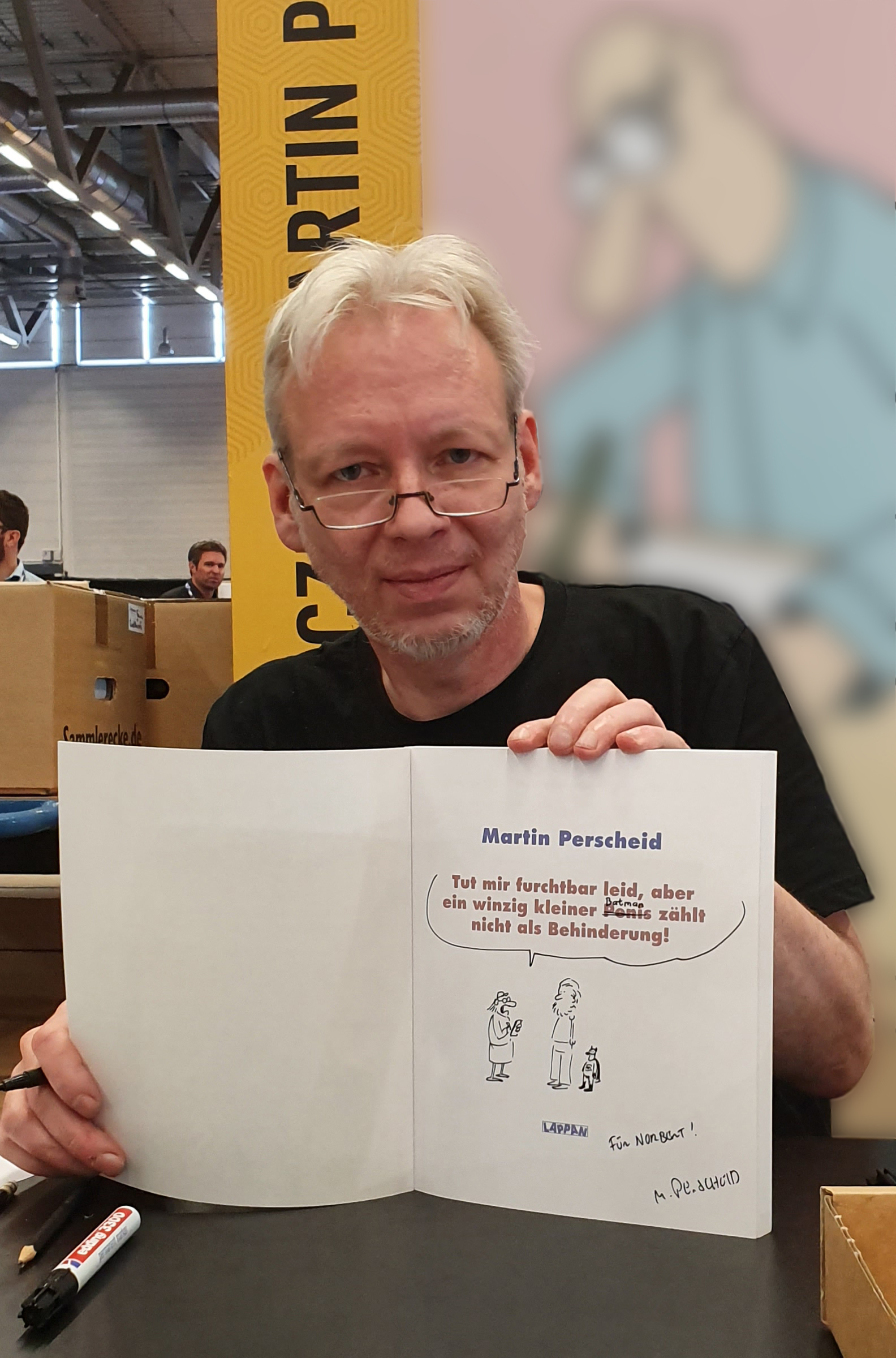
Martin Perscheid (1966–2021)

- Perscheid, Nicola (1864–1930), deutscher Fotograf und einer der ersten Berufsfotografen
- Perschin, Alexander Jakowlewitsch (1874–1919), russischer Revolutionär
- Perschin, Iwan Wassiljewitsch (* 1980), russischer Judoka
- Perschin, Sergei Michailowitsch (* 1949), russischer Astronom
- Perschina, Irina Wladimirowna (* 1978), russische Synchronschwimmerin
- Perschke, Christian Gottlieb (1756–1808), deutscher evangelischer Theologe und Pädagoge
- Perschke, Heinz (1926–1997), deutscher lutherischer Geistlicher und theologischer Autor
- Perschke, Karl (* 1879), deutscher Politiker (Wirtschaftspartei), MdL
- Perschl, Anton (1908–1978), österreichischer Rapportführer im KZ-Nebenlager St. Aegyd
- Perschmann, Wolfgang (1912–2001), deutscher Chorleiter, Organist, Dirigent, Autor und Dozent
- Perschnick, Jevon (* 2000), deutscher Basketballspieler
- Perschon, Christiana (* 1978), österreichische Künstlerin, Filmemacherin und Kuratorin
- Perschon, Hans (* 1914), deutscher SS-Oberscharführer mit Zuständigkeit für die Gaskammern im KZ Majdanek
- Perschy, Jakob Michael (* 1960), österreichischer Schriftsteller
- Perschy, Maria (1938–2004), österreichische FilmschauspielerinMaria Perschy (1938–2004)

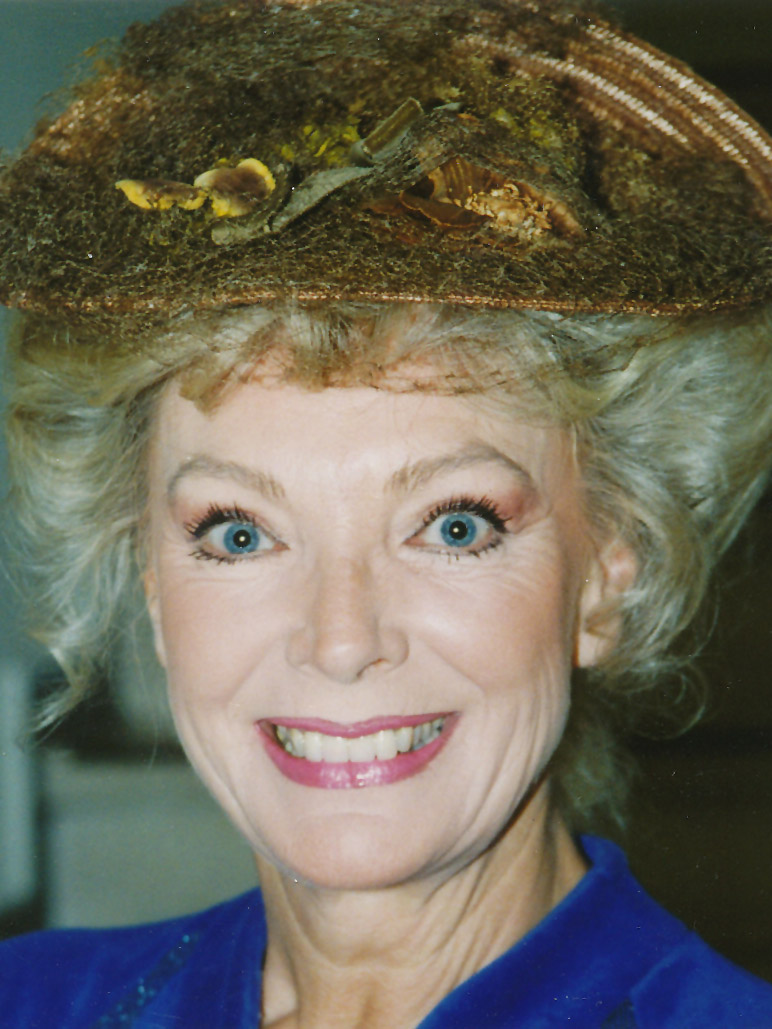
Maria Perschy (1938–2004)

### Perse
- Perse, Saint-John (1887–1975), französischer Dichter und Diplomat
- Persegani, Daniele (* 1972), italienischer Koch
- Perseis, Christine (* 1978), deutsche Bildhauerin
- Perseke, Edgar (1893–1978), deutscher Lehrer und Puppenspieler
- Perseke, Karl (1843–1907), deutscher Landwirtschaftslehrer und Fachbuchautor
- Perselidse, Guram (* 1985), georgischer Ringer
- Persen, Marte Mjøs (* 1975), norwegische Politikerin
- Persen, Synnøve (* 1950), norwegisch-samische Künstlerin, Schriftstellerin und Aktivistin
- Persenet, Königin der altägyptischen 4. Dynastie
- Persenius, Ragnar (* 1952), schwedischer Bischof der Schwedischen Kirche
- Perses von Theben, griechischer Autor
- Perseus, König von Makedonien
- Perséus, Edvard (1841–1890), schwedischer Porträt-, Historien- und Genremaler, Zeichner und Kunstlehrer

### Persh
- Persh, Désirée, deutsche Radiomoderatorin
- Pershing, John J. (1860–1948), US-amerikanischer Offizier, General of the Armies of the United StatesJohn J. Pershing (1860–1948)

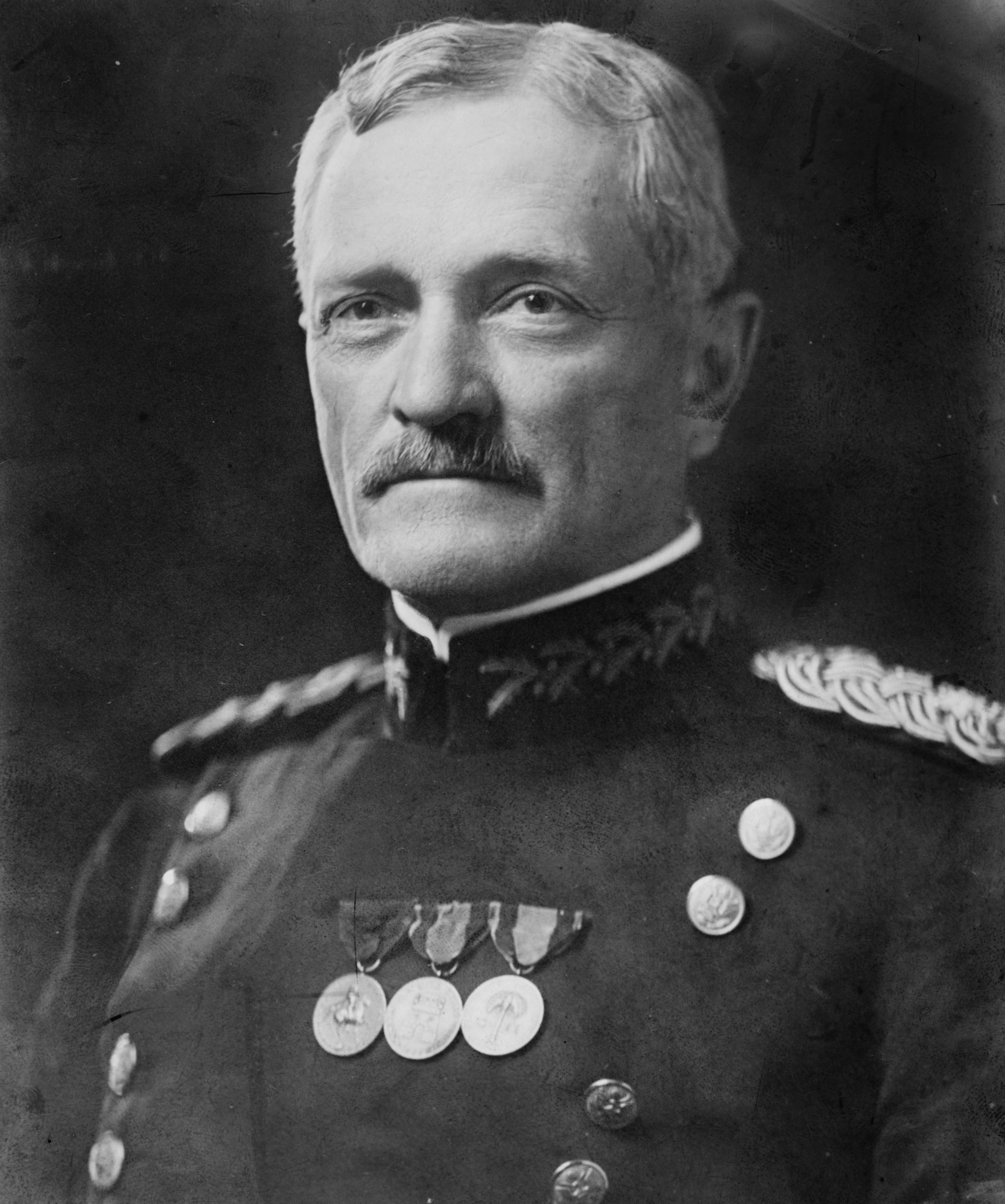
John J. Pershing (1860–1948)

### Persi
- Persiani, André (1927–2004), französischer Musiker, Arrangeur und Komponist
- Persiani, Angelo (* 1946), italienischer Diplomat
- Persich, Tom (* 1971), deutscher Fußballspieler
- Persich, Walter Anatole (1904–1955), deutscher Schriftsteller
- Persichetti, Bob (* 1973), US-amerikanischer Regisseur und Drehbuchautor
- Persichetti, Vincent (1915–1987), US-amerikanischer Komponist, Musikpädagoge und Dirigent
- Persici, Gianluca (* 2000), Schweizer Unihockeyspieler
- Pérsico, Antonio, argentinischer Fußballspieler auf der Position eines Stürmers
- Persico, Carmine (1933–2019), US-amerikanischer Mobster, Oberhaupt der Colombo-Familie
- Persico, Davide (* 2001), italienischer Radrennfahrer
- Persico, Edoardo (1900–1936), italienischer Kunstkritiker, Lehrer und Essayist
- Persico, Enrico (1900–1969), italienischer theoretischer Physiker und Hochschullehrer
- Pérsico, Gabriel (* 1955), argentinischer Flötist und Musikpädagoge
- Persico, Ignazio (1823–1896), italienischer Kardinal und Prälat der katholischen Kirche
- Persico, Lawrence Thomas (* 1950), US-amerikanischer Geistlicher, römisch-katholischer Bischof von Erie
- Persico, Silvia (* 1997), italienische Radrennfahrerin
- Persidis, Peter (1947–2009), österreichischer Fußballspieler und -trainer
- Persie, Robin van (* 1983), niederländischer FußballspielerRobin van Persie (* 1983)

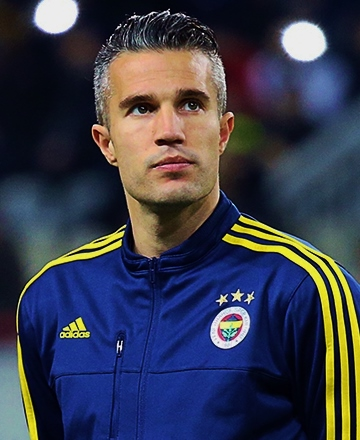
Robin van Persie (* 1983)

- Persiehl, Hermann Otto (1859–1927), deutscher Unternehmer und Politiker, MdHB
- Persiel, Marten (* 1974), deutscher Filmregisseur und Drehbuchautor
- Persigehl, Stefan (* 1962), deutscher Fußballspieler
- Persigny, Victor Fialin, duc de (1808–1872), französischer Diplomat und Staatsmann
- Persijanzew, Wladislaw Sergejewitsch (* 1992), russischer Skispringer
- Persijn, Aloïs (1888–1972), belgischer Radrennfahrer
- Persijn-Vautz, Marlott (1917–2003), deutsche Musikerin, Pianistin, Korrepetitorin und Journalistin
- Persike, Rainer (* 1947), deutscher Fußballtrainer
- Persil, Jean-Charles (1785–1870), französischer Politiker, Abgeordneter, Minister und Angehöriger der Chambre des Pairs in der Julimonarchie sowie Senator im Zweiten Kaiserreich
- Persillon, René (1919–1997), französischer Fußballspieler
- Persin, Henri (1916–1985), französischer Kameramann
- Persin, Pierre-Olivier (* 1974), französischer Maskenbildner
- Persinger, Louis (1887–1966), US-amerikanischer Violist und Dirigent
- Persinger, Michael (1945–2018), US-amerikanischer Hochschullehrer
- Persio, Ascanio (1554–1610), italienischer Humanist, Gräzist und Sprachgelehrter
- Persip, Charlie (1929–2020), US-amerikanischer Jazzmusiker (Schlagzeug)
- Persius Flaccus, Aulus (34–62), römischer Dichter etruskischer Abstammung
- Persius, Lothar (1864–1944), deutscher Marineoffizier, Journalist und Autor
- Persius, Ludwig (1803–1845), ArchitektLudwig Persius (1803–1845)

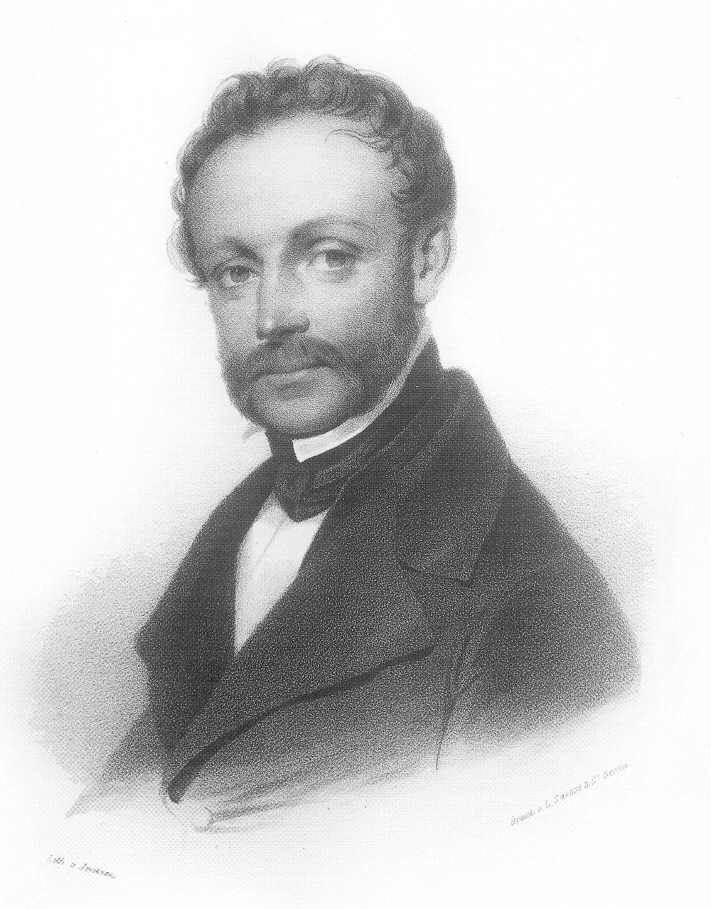
Ludwig Persius (1803–1845)

- Persius, Paul (1832–1902), deutscher Jurist, Beamter, Politiker
- Persius, Reinhold (1835–1912), deutscher Architekt und preußischer Baubeamter

### Persk
- Perske, Ingeburg (1927–2015), deutsche Leichtathletin
- Perske, Thore (* 1999), deutscher Schachspieler
- Perski, Konstantin Dmitrijewitsch (1854–1906), russischer Physiker und Ingenieur
- Persky, Serge (1870–1938), französisch-russischer Schriftsteller und Übersetzer
- Persky, Stan (1941–2024), kanadischer Schriftsteller und Philosophiedozent US-amerikanischer Herkunft

### Perso
- Persode de Dommangeville, Andreas Johann (1684–1757), preußischer Generalmajor, Chef des Infanterieregiments Nr. 33, Amtshauptmann zu Ragnit
- Persoff, Nehemiah (1919–2022), US-amerikanischer Film- und Theaterschauspieler sowie Maler
- Persoglia, Franz (1852–1912), österreichischer Historien- und Genremaler
- Persohn, Ingrid (* 1952), deutsche Radrennfahrerin
- Person, Christian (1594–1655), kursächsischer Beamter
- Person, Christian (* 1980), deutscher Fußballtorhüter
- Person, Chuck (* 1964), amerikanischer Basketballspieler
- Person, Eric (* 1963), amerikanischer Jazzsaxophonist und Komponist
- Person, François (1890–1938), französischer Ordensgeistlicher, Apostolischer Vikar der Elfenbeinküste
- Person, Gobelin (1358–1421), deutscher Welthistoriker und Kirchenreformer
- Person, Hermann (1914–2005), deutscher Politiker (CDU), MdL und Regierungspräsident in Freiburg
- Person, Houston (* 1934), US-amerikanischer Jazz-Saxophonist
- Person, Jakob (1889–1915), deutscher Leichtathlet
- Person, Karl (1887–1956), deutscher Politiker (CDU)
- Person, Ludwig (1555–1607), deutscher Rechtswissenschaftler
- Person, Mike (* 1988), US-amerikanischer American-Football-Spieler
- Person, Nikolaus († 1710), französisch-deutscher Kupferstecher, Kartograph, Architekt und Verleger
- Person, Pierre (* 1989), französischer Politiker
- Person, Seymour H. (1879–1957), US-amerikanischer Politiker
- Person, Ture (1892–1956), schwedischer Sprinter
- Person, Urbain-Marie (1906–1994), französischer Ordensgeistlicher, Apostolischer Vikar von Harar
- Personnaz, Raphaël (* 1981), französischer SchauspielerRaphaël Personnaz (* 1981)

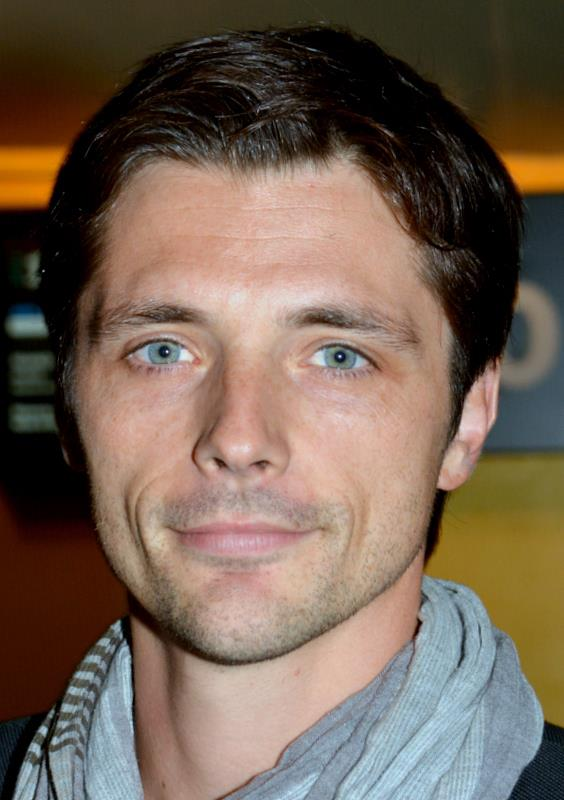
Raphaël Personnaz (* 1981)

- Personne, Fred (1932–2014), französischer Schauspieler
- Persons, Fern (1910–2012), amerikanische Schauspielerin
- Persons, Gordon (1902–1965), US-amerikanischer Politiker, Gouverneur
- Persons, Henry (1834–1910), US-amerikanischer Politiker
- Persons, Wilton (1896–1977), US-amerikanischer Generalmajor der US Army und Stabschef des Weißen Hauses
- Persoon, Christian Hendrik (1761–1836), südafrikanischer Mykologe
- Persoon, Delfine (* 1985), belgische Boxerin
- Persoone, Dominique (* 1968), belgischer ChocolatierDominique Persoone (* 1968)

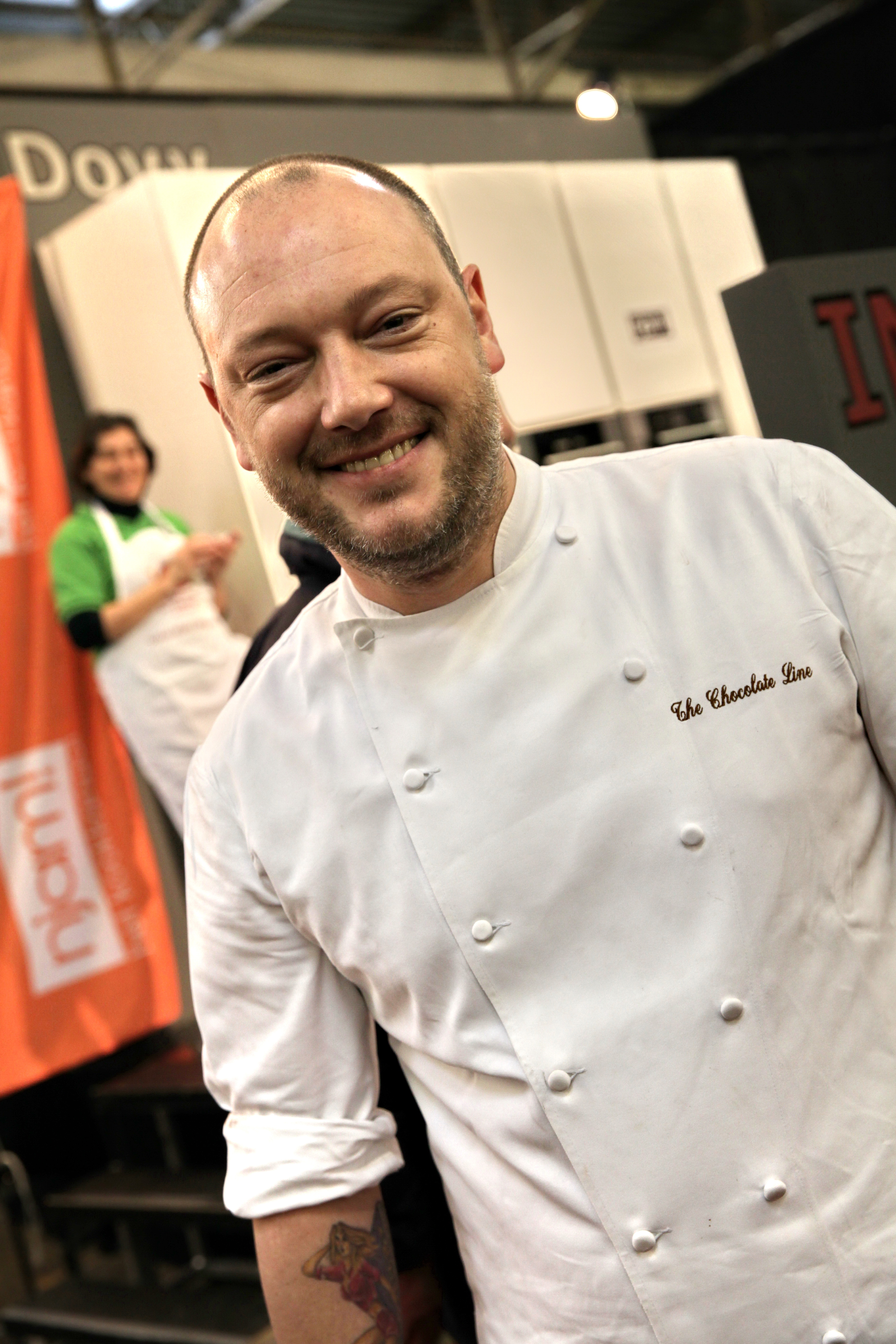
Dominique Persoone (* 1968)

- Persow, Schmuel (1890–1950), sowjetischer jiddisch schreibender Schriftsteller, Mitglied des Jüdischen Antifaschistischen Komitees (JAFK)

### Perss
- Persson Sarvestani, Nahid (* 1960), iranisch-schwedische Dokumentarfilmerin, Drehbuchautorin und Frauenrechtlerin
- Persson, Åke (1932–1975), schwedischer Jazzposaunist
- Persson, Anders (* 1982), schwedischer Handballtorwart
- Persson, Annika, schwedisches Model
- Persson, Anton (* 1995), schwedischer Skilangläufer
- Persson, Åsa (* 1965), schwedische Fußballspielerin
- Persson, Axel (1888–1955), schwedischer Radrennfahrer
- Persson, Axel W. (1888–1951), schwedischer Klassischer Archäologe
- Persson, Bengt (* 1942), schwedischer Fußballtrainer
- Persson, Bent (* 1947), schwedischer Jazztrompeter und -kornettist
- Persson, Bjørn (* 1948), dänischer Radrennfahrer
- Persson, Bo (* 1948), schwedischer Tischtennisspieler
- Persson, Bo (* 1949), schwedischer Tontechniker
- Persson, Cecilia (* 1982), schwedische Jazzmusikerin (Piano, Komposition)
- Persson, Christer (* 1943), schwedischer Schriftsteller
- Persson, Christian (* 1948), deutscher Journalist
- Persson, Elisabeth (* 1964), schwedische Curlerin
- Persson, Emil (* 1995), schwedischer Skilangläufer
- Persson, Eric (1898–1984), schwedischer Fußballfunktionär
- Persson, Erik (1909–1989), schwedischer Fußballspieler
- Persson, Erik (* 1994), schwedischer Schwimmer
- Persson, Erik (* 1998), schwedischer Handballspieler
- Persson, Erling (1917–2002), schwedischer Unternehmer
- Persson, Essy (* 1941), schwedische Schauspielerin
- Persson, Frans (1891–1976), schwedischer Turner
- Persson, Fredrik (* 1979), schwedischer Skilangläufer
- Persson, Fredrik (* 1981), schwedischer Eishockeyspieler
- Persson, Gehnäll (1910–1976), schwedischer Dressurreiter
- Persson, Git (* 1965), schwedische Dansband-Sängerin und Akkordeon-Musikerin
- Persson, Göran (* 1949), schwedischer Politiker, Mitglied des Riksdag und Ministerpräsident
- Persson, Gösta (1904–1991), schwedischer Schwimmer und Wasserballspieler
- Persson, Gunilla (* 1958), schwedisches Model und Schauspielerin
- Persson, Halvor (* 1966), norwegischer Skispringer
- Persson, Hans (* 1959), schwedischer Skilangläufer
- Persson, Inga (* 1964), deutsche Schriftstellerin
- Persson, Ingrid, schwedische Badmintonspielerin
- Persson, Isak (* 2000), schwedischer HandballspielerIsak Persson (* 2000)

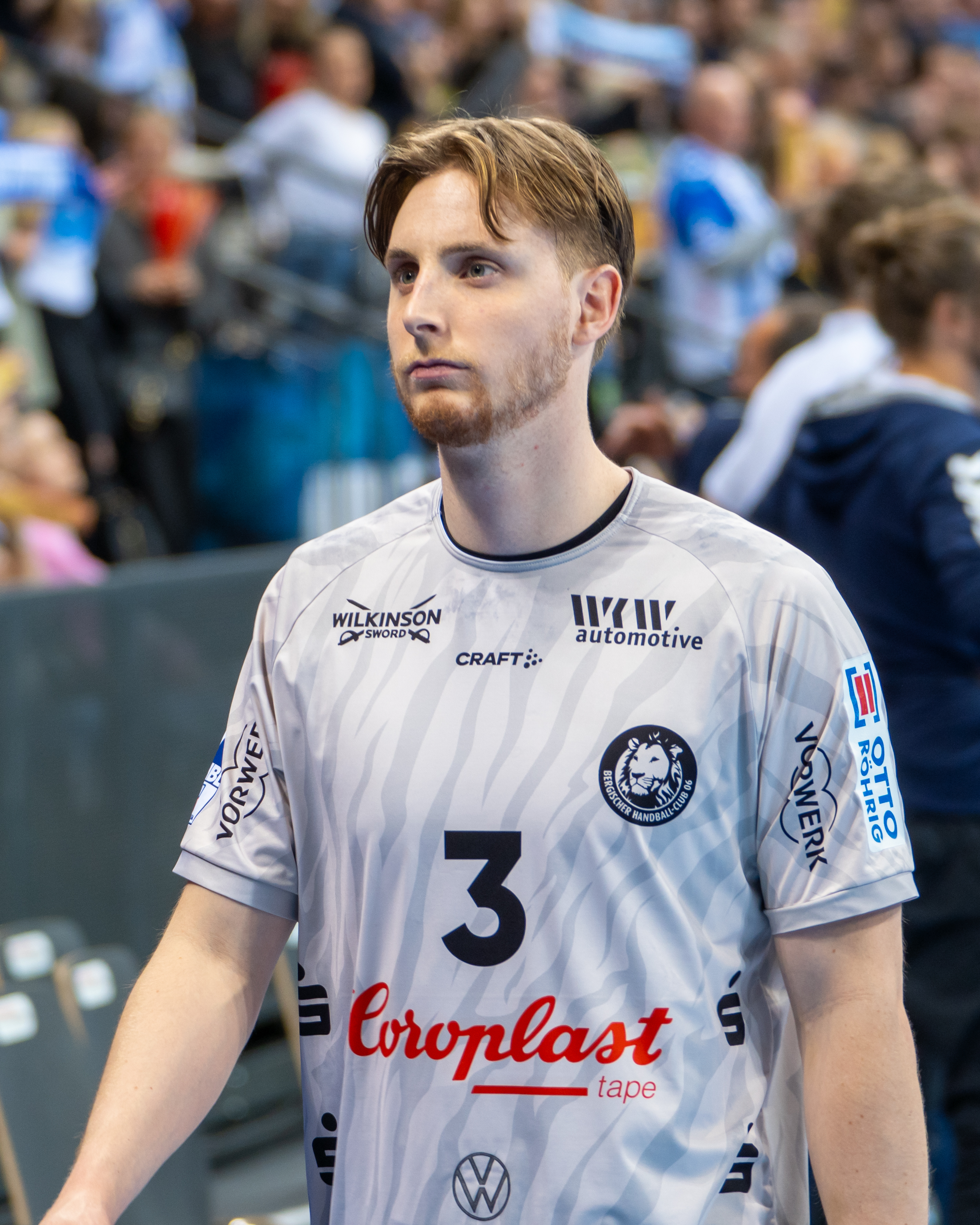
Isak Persson (* 2000)

- Persson, Jan (1943–2018), dänischer Fotograf
- Persson, Joachim (* 1983), dänischer Badmintonspieler, bis ins Juniorenalter für Deutschland startend
- Persson, Joakim (* 1975), schwedischer Fußballspieler
- Persson, Johanna (* 1978), schwedische Badmintonspielerin
- Persson, Jon (* 1986), schwedischer Tischtennisspieler
- Persson, Jonas († 1986), schwedischer Radrennfahrer
- Persson, Jonas (* 1969), schwedischer Handballspieler und -trainer
- Persson, Jöran († 1568), schwedischer Beamter und Berater von Erik XIV.
- Persson, Jörgen (* 1936), schwedischer Kameramann
- Persson, Jörgen (* 1966), schwedischer Tischtennisspieler
- Persson, Karl-Johan (* 1975), schwedischer Manager
- Persson, Kristina (* 1945), schwedische Politikerin der Sozialdemokratischen Arbeiterpartei Schwedens, Regierungsmitglied (2014–2016)
- Persson, Leif (* 1968), schwedischer Freestyle-Skier
- Persson, Leif G. W. (* 1945), schwedischer Schriftsteller und Kriminologie-Professor
- Persson, Lilie (* 1966), schwedische Fußballspielerin und -trainerinLilie Persson (* 1966)

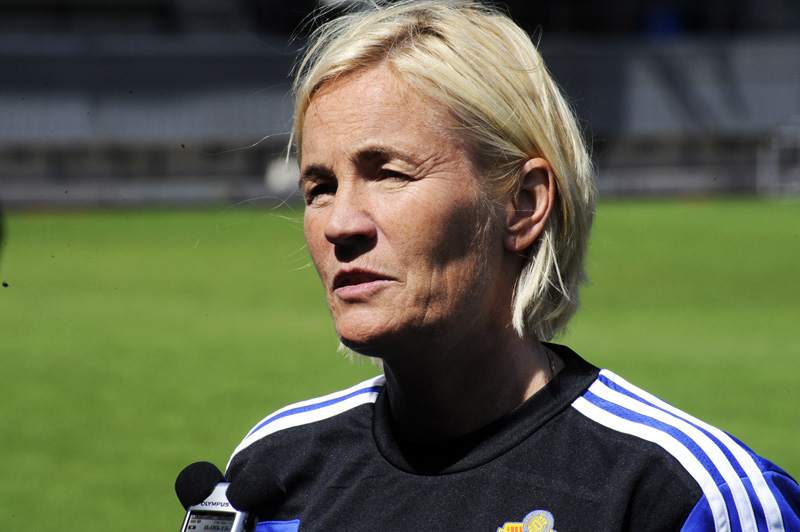
Lilie Persson (* 1966)

- Persson, Linn M. (* 1972), schwedische Umweltchemikerin
- Persson, Linus (* 1993), schwedischer Handballspieler
- Persson, Lucas (* 1984), schwedischer Radrennfahrer
- Persson, Magnus (* 1990), schwedischer Handballspieler
- Persson, Malin (* 1992), schwedische Schauspielerin
- Persson, Malte (* 1976), schwedischer Schriftsteller
- Persson, Marga (* 1943), schwedisch-österreichische Künstlerin und Kunsthochschullehrende
- Persson, Maria (* 1959), schwedische Schauspielerin
- Persson, Marina (* 1963), schwedische Fußballspielerin
- Persson, Markus (* 1979), schwedischer SpieleentwicklerMarkus Persson (* 1979)

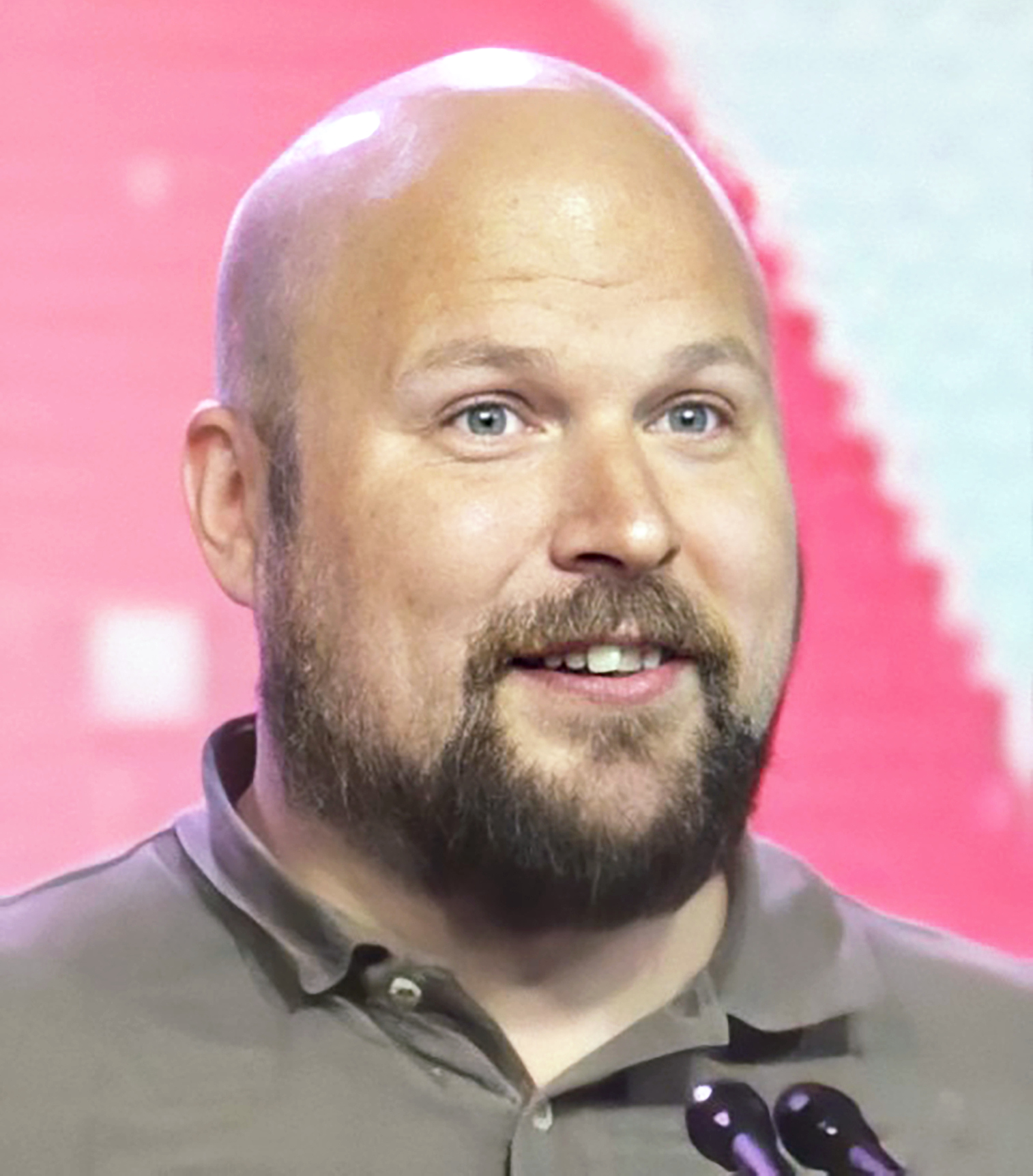
Markus Persson (* 1979)

- Persson, Mats (* 1980), schwedischer Politiker (Liberalerna), Reichstagsmitglied und Bildungsminister
- Persson, Miah (* 1969), schwedische Opernsängerin (Sopran)
- Persson, Niklas (* 1979), schwedischer Eishockeyspieler
- Persson, Nikolaj (* 1991), deutscher Badmintonspieler
- Persson, Nils (1836–1916), schwedischer Unternehmer, Reichstagsmitglied und Konsul
- Persson, Nils (1879–1941), schwedischer Segler
- Persson, Nina (* 1974), schwedische Musikerin, Leadsängerin und Songwriterin der schwedischen Popgruppe The CardigansNina Persson (* 1974)

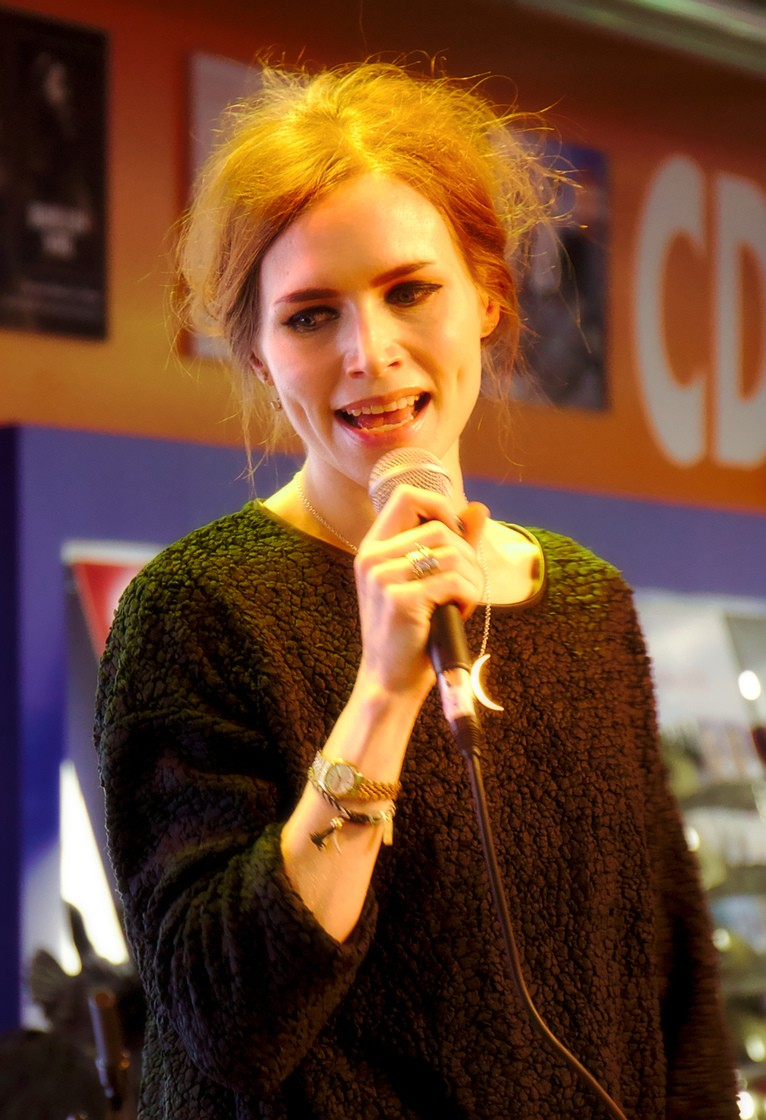
Nina Persson (* 1974)

- Persson, Noah (* 2003), schwedischer Fußballspieler
- Persson, Olle (* 1949), schwedischer Informationswissenschaftler
- Persson, Olof (* 1978), schwedischer Fußballspieler
- Persson, Örjan (* 1942), schwedischer Fußballnationalspieler
- Persson, Oscar (* 1992), schwedischer Skilangläufer
- Persson, Peps (1946–2021), schwedischer Blues- und Reggae-Musiker
- Persson, Per-Oskar (1923–2008), schwedischer Erfinder
- Persson, Ragnar (* 1938), schwedischer Skilangläufer
- Persson, Ralph (* 1942), deutscher Schauspieler
- Persson, Ricard (* 1969), schwedischer Eishockeyspieler
- Persson, Sara (* 1976), schwedische Fußballschiedsrichterin
- Persson, Sara (* 1980), schwedische Badmintonspielerin
- Persson, Simon (* 1991), schwedischer Skilangläufer
- Persson, Stefan (* 1947), schwedischer Unternehmer
- Persson, Stefan (* 1954), schwedischer Eishockeyspieler
- Persson, Stig (1934–1968), schwedischer Ringer
- Persson, Stina (* 1972), schwedische Illustratorin und Modezeichnerin
- Persson, Theo (1921–1992), deutscher Fußballspieler
- Persson, Tony (* 1959), schwedischer Fußballspieler und -funktionär
- Persson, Torkel (1894–1972), schwedischer Skilangläufer
- Persson, Torsten (* 1954), schwedischer Ökonom
- Persson, Ulrica (* 1975), schwedische Skilangläuferin
- Persson, Wilhelm (1886–1955), schwedischer Schwimmer
- Persson-Melin, Signe (1925–2022), schwedische Designerin

### Perst
- Perstaller, Julius (* 1989), österreichischer Fußballspieler
- Persterer, Alois (1909–1945), österreichischer SS-Obersturmbannführer

### Persu
- Perșu, Aurel (1890–1977), rumänischer Maschinenbauingenieur

### Persy
- Persy, Werner (1924–2017), deutscher Maler und Grafiker
- Persyn, Karen (* 1983), belgische Skirennläuferin
- Persyn, Raymond (* 1948), belgischer Radrennfahrer